# Gottfried Gruner

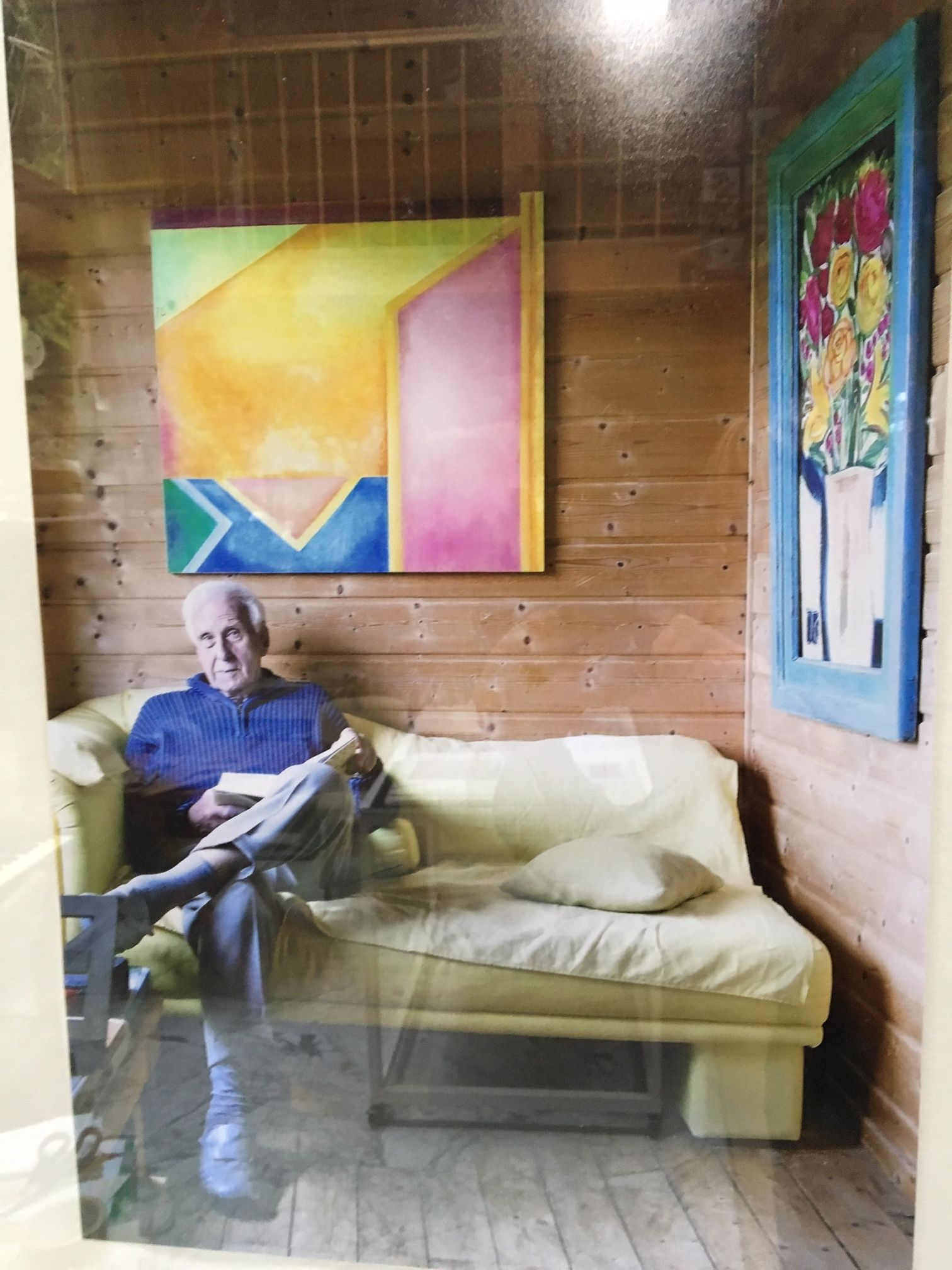
Gottfried Gruner 2008 in seinem Haus in Horb-Rexingen

Gottfried Gruner (* 29. Mai 1923 in Stollberg; † 12. Juli 2011 in Rexingen) war ein deutscher Künstler. Gruner wirkte als Bildhauer und Wasserkinetiker. Er gilt als Pionier der Solarkunst. In über 60 Städten in Deutschland stehen seine Werke an Plätzen und in Grünanlagen.

## Leben
Gruner wuchs in Stollberg auf und besuchte von 1934 bis 1940 die dortige Oberschule. Sein damaliger Zeichenlehrer war der Künstler und Kunsterzieher Walter Schurig.
Gruner wurde danach zur Wehrmacht eingezogen und nahm ab 1941 in der Sowjetunion am Zweiten Weltkrieg teil. In der Nähe von Nowgorod entstanden Aquarelle, die noch heute in der Städtepartnerschaft zwischen Bielefeld und Nowgorod eine besondere Nachwirkung entfalten. 1945 geriet er in der Tschechoslowakei in Kriegsgefangenschaft. Eine Tuberkuloseerkrankung überstand er im Krankenhaus in Münster.
Ab 1946 studierte an der Hochschule für Bildende Künste Dresden. 1947 war er in Stollberg auf der Ausstellung Bildende Kunst im Kreise Stollberg vertreten. 1947 war er an der Kunstschule Bremen ein Schüler von Herbert Kubica.
1951 heiratet er die Stollberger Künstlerin Traute Gruner geb. Schäfer, im Jahr darauf siedelt das Paar in die Bundesrepublik über. Hier setzte er sein Studium an der Kunstakademie Münster (bei Kurt Schwippert) und später an der Staatlichen Akademie der Bildenden Künste Stuttgart (bei Hermann Brachert und Otto Baum) fort.
Gruner wirkte seit 1953 als freischaffender Künstler in den Bereichen Baudekoration und Kunst im öffentlichen Raum sowie der Kirchen-Ausstattung. In den 1960ern wandte er sich kinetischen Brunnenobjekten zu – seit 1974 unter der Bezeichnung „Aquamobile“ – die er im niederrheinisch-westfälischen Industriegebiet und um Stuttgart realisierte.
In den 1990er Jahren entwirft Gruner beweglich Kunstobjekte mit Solarantrieb und installiert seine Solarplastiken im öffentlichen Raum.
Die Gruners lebten in Stuttgart-Vaihingen und zuletzt bis 1988 in Musberg Stadt Leinfelden-Echterdingen. Hiernach erfolgte der Umzug nach Rexingen (Horb am Neckar).

## Werk

### Die Aquarelle von Nowgorod
Grunes erste Werke entstanden während des Krieges in Russland. Seine Witwe Traute Gruner erinnert sich:
“Die zwölf Aquarelle aus den Jahren 1942 – 43 sind die frühesten Werke meines Mannes, der damals ein 19-20-jähriger Wehrmachtssoldat war. Soldat, Krieg und Kunst – wie geht das zusammen? (…) Am Nordabschnitt stockte die Front für ein ganzes Jahr, und der junge Künstler im Waffenrock hatte Zeit und Gelegenheit zum Malen. Er war fasziniert von der Landschaft am Ilmensee und ihren Menschen, von denen er Porträts malte. Auch Architektur, wie die Sophienkathedrale, beeindruckten ihn sehr. Es war eine Zeit ohne Kriegshandlungen in einem doch so mörderischen Krieg.“
 Die Aquarelle sind heute ein wichtiges Bindeglied in der Städtepartnerschaft zwischen den Städten Bielefeld und Nowgorod. Das Kuratorium Städtepartnerschaft Bielefeld Welikij Nowgorod e. V. pflegt dieses Erbe und führte die Aquarelle Gruners und seines russischen Kollegen Semjon Pustovojtov, der etwa zur gleichen Zeit und auch später in Nowgorod wirkte, in Ausstellungen und in dem Buch „Kriegsgegner und Brüder in der Kunst“ zusammen. Brunhild Hilf, Vorsitzende des Kuratoriums, erklärt: „Dieses Buch dokumentiert das fiktive Gespräch zweier Maler über die Gräben des Zweiten Weltkrieges: der deutsche Künstler beklagt in seinen Bildern die Zerstörung, die der deutsche Überfall auf die UdSSR in Nowgorod anrichtete, der russische Künstler feiert die Wiederauferstehung der alten Stadt nach dem Friedensschluss im Mai 1945. Ihre Malweise ist ähnlich, es ist das Bekenntnis zur Aufgabe des Chronisten, der wirklichkeitsgetreu wiedergibt, was er sieht und erlebt.“

### Bildhauerei

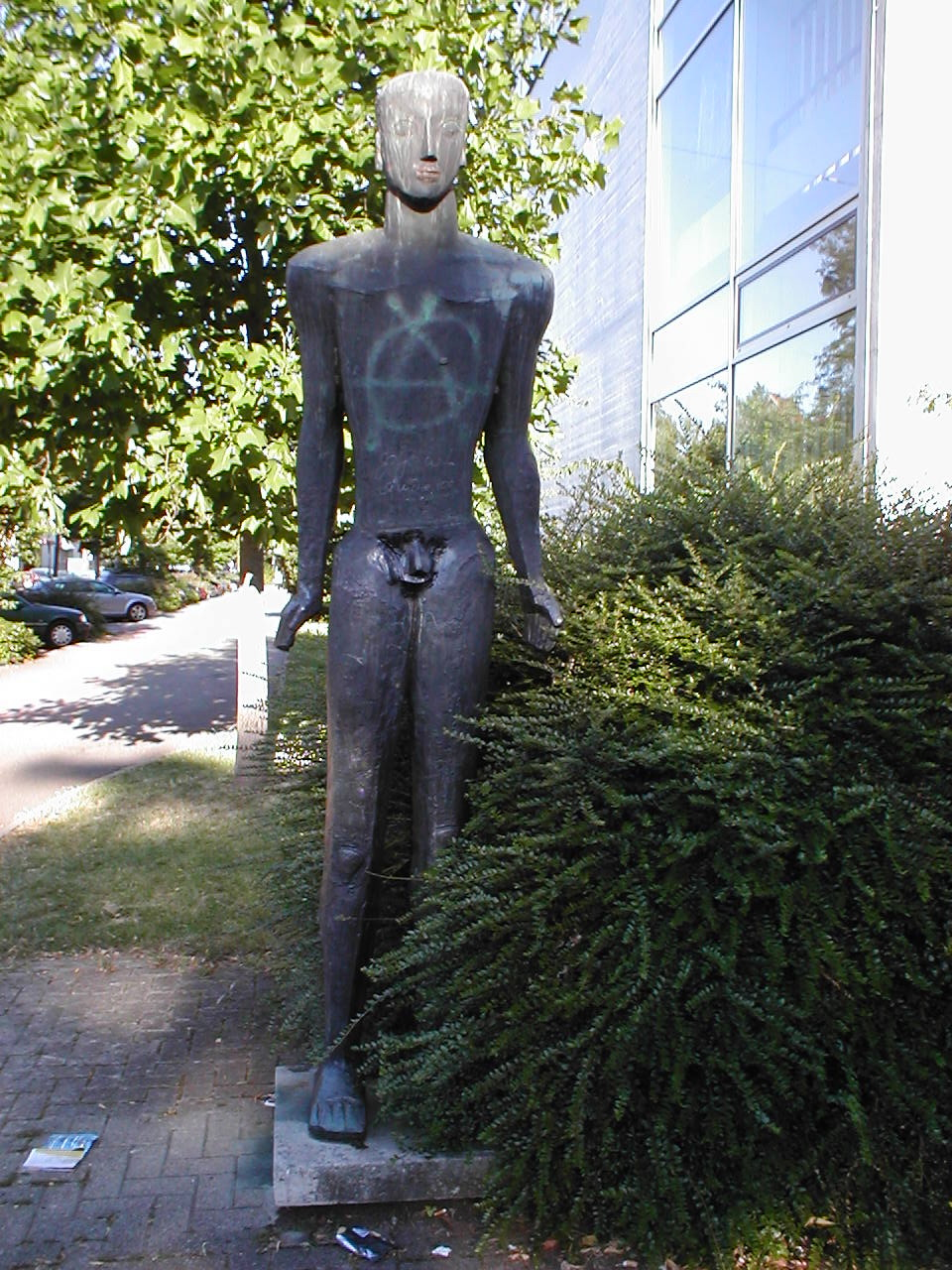
Skulptur Jüngling, Gymnasiumstr. Heilbronn, entstanden 1958

Nach dem Studium betätigt sich Gruner als Bildhauer und freischaffender Künstler, am Anfang ab 1953 hauptsächlich als Bauplastiker, und in der Kirchenausstattung. Von seinen Arbeiten der Baudekoration ist wenig überliefert. Seine Plastiken sind heute noch an vielen Orten zu finden:

### Kinetische Kunst

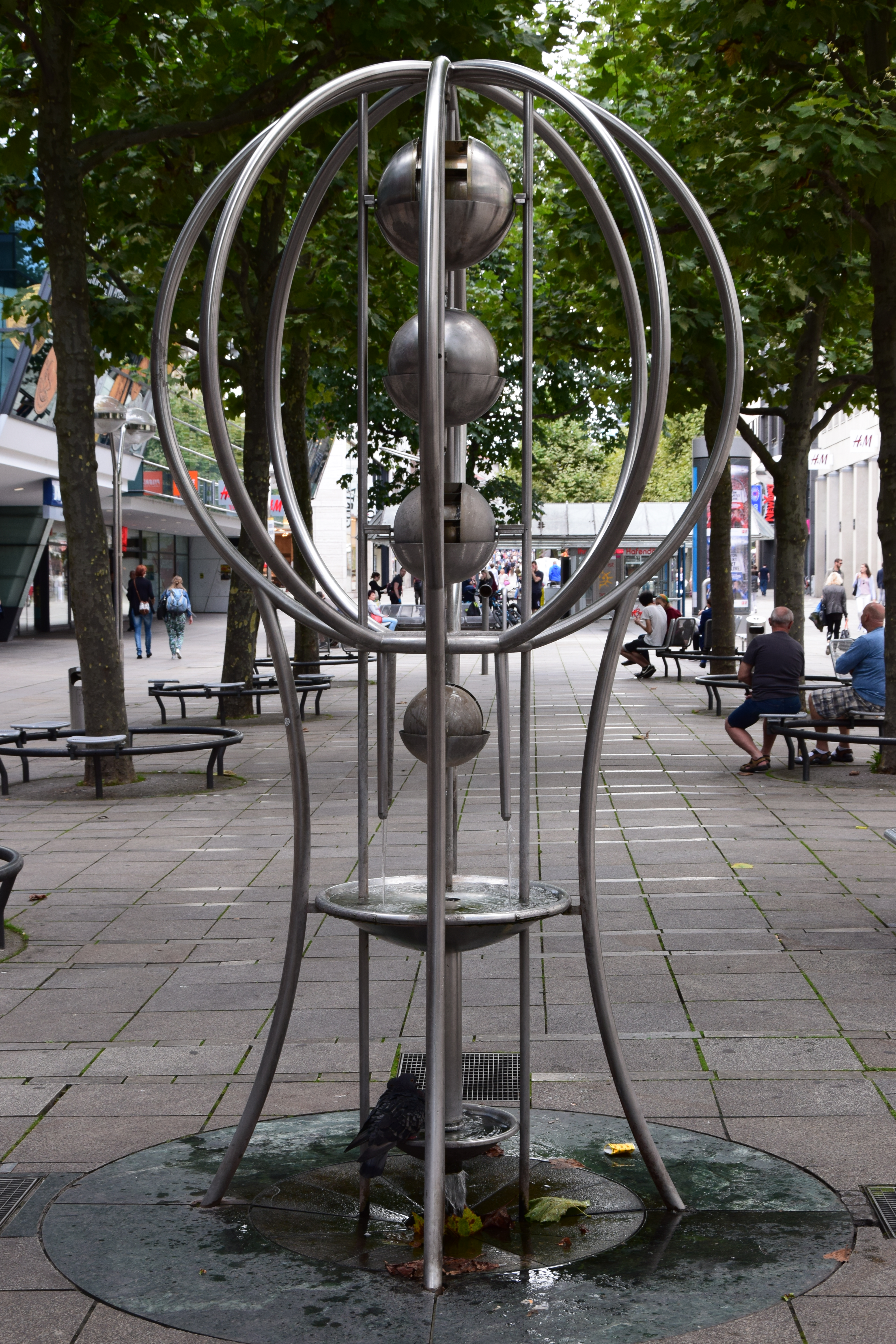
Der Brunnen „Aquamobil“ von Gottfried Gruner aus dem Jahr 1977 in der Königstraße in Stuttgart

Ab etwa 1966 beschäftigt sich Gruner mit kinetischen Objekten und dem Brunnenbau. Er prägt den Begriff der „Wasserkinetik“, später bezeichnet er seine Werke als „Aquamobile“. Er leistet intensive gestalterische und technische Entwicklungsarbeit. Er erfindet das Wasserkippkastensystem mit zwei Kammern. Seine Werkstoffe sind Acrylglas, Stahl und Wasser.

„Gruner ist der eigentliche Überwinder des konventionellen Brunnens des 19. Jahrhunderts. Er gehört zur Generation der Soto, Kramer, Tinguely, Burri, Adam et al. Sein Ziel ist der Mensch als integrierter Bestandteil seiner wasserkinetischen Apparate. Diese sollen vom Besucher nicht nur begehbar, sondern auch manipulierbar sein. …
Bei Gruners Apparaten handelt es sich wie bei anderen kinetischen Objekten um einen erlebbaren zeitlichen Ablauf. Man sieht die Bewegung, man erlebt das Wasser man stellt fest, dass die Zeit vergeht, ehe man alles erfasst hat, bis dann unbemerkt die heiteren Emotionen beim Betrachter und Benutzer sich einstellen.
Dadurch, dass die Zeit als Komponente hinzugefügt ist, erkennen wir die Wirklichkeit besser, erleben aber auch gleichzeitig die Sichtbarmachung der Relativität. Es beginnt, es geschieht, es geht vorüber.
Gruners homo ludens, wie er ihn in seinen Aquamobilen zu Wort kommen lässt, wird auch in anderen Objekten erkennbar. In seinen eigentlichen Spielgeräten, teils mit, teils ohne Wasser, ist dies ebenso zu bestätigen, dann immer aber farblich gestaltet. Bei den statischen Wasserelementen und den farbigen Spielobjekten handelt es sich um gleiche Formen, die Gruner früher auch am Bau anwandte. In solchen Arbeiten kommt der Bauplastiker Gruner zum Teil wieder zu Wort ….“

 Seine „Aquamobile“ stehen in über 60 Städten in Deutschland und sind prägend für die Kunst im öffentlichen Raum der Bundesrepublik in den 1970er Jahren.

### Solarplastiken

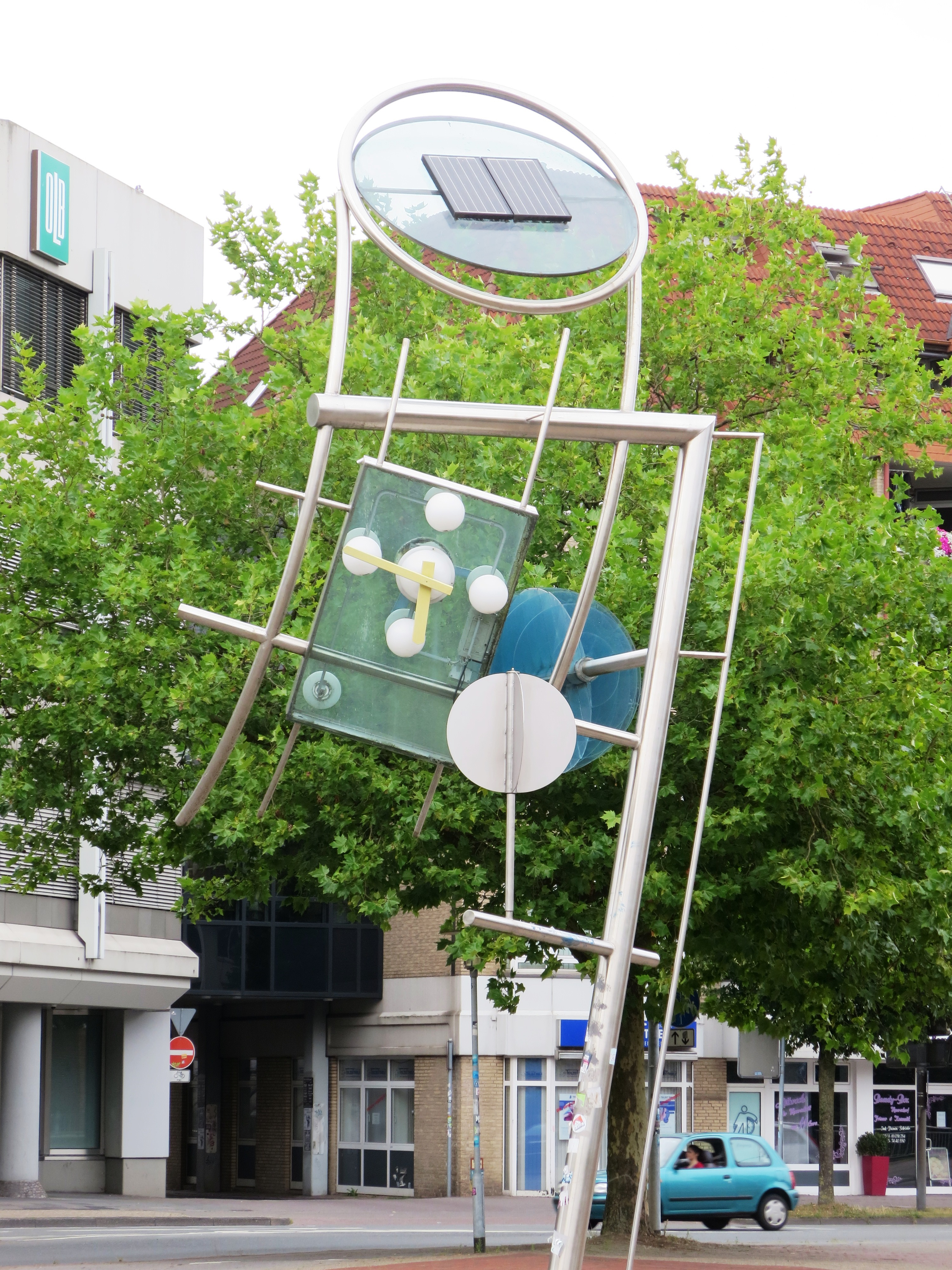
Solarplastik (Uhr), 1997, Oldenburg, Stadthafen

In den 1990er Jahren experimentiert er mit dem Solarantrieb seiner beweglichen Kunstobjekte. Diese Solarplastiken entstehen u. a. Neckarsulm und Oldenburg.

### Gottfried Gruner als Texter und Dichter
Im Nachlass Gruners sind zahlreiche Gedichte und Texte erhalten. Ein Auszug aus einem Büchlein im Eigenverlag:

„Alles menschliche Trachten sucht, findet und empfindet die Schönheit als Ausdruck vollkommener geistiger und körperlicher Gestalt.
In der ihn umgebenden Natur fühlt er sich eins mit ihr, ihren Formen und Farben, den Tieren und Pflanzen, der Kraft und Dauer der Bäume, den Bewegungen des Himmels.
Das Erlebnis solcher Wunder drängt den Künstler, Schönheit selbst gestalten zu wollen.
Im Werk empfindet er eine tiefe Freude, Teil der schöpferischen Kraft Gottes zu sein.“

## Werkauswahl (Auszug)

### Plastiken
- Skulptur Läufer beim Mönchsee-Gymnasium Heilbronn[6]
- Stahl- und Plexiglas-Skulptur mit Wasserspiel Satelliten (1986), beim ehemaligen Fernmeldeamt auf dem Sonnenberg in Heilbronn
- Bronzefigur Jüngling (1958), vor dem Theodor-Heuss-Gymnasium in Heilbronn[7]
- Holzaltar in der Christuskirche Möhringen
- Steintafeln über dem Hauptportal (Die Speisung der Fünftausend) der St.-Antonius-Kirche Stuttgart-Hohenheim (1962)
- Skulptur Handel – Heilbronn und die Welt, für die Eingangshalle der Heilbronner Handelsschule[8]
- Innenausstattung der Kirche St. Maria Königin des Heiligen Rosenkranzes in Ditzingen
- Taufstein und der Taufaltar für die Kilianskirche (Heilbronn)
- Berlin, Schillerkopf in der Landesvertretung von Baden-Württemberg, 2002
- Budapest, Kleinplastik bei der Biennale 1975
- Heilbronn, Läufergruppe vor der Turnhalle des Mönchseegymnsiums, 1958
- Heilbronn, Spielplatz der Gehörlosenschule, 1962–1966
- Leinfelden-Echterdingen, Sportsymbole vor der Sport- und Festhalle. 1986
- Stuttgart-Vaihingen, Fanny-Leicht-Gymnasium

### Aquamobile und Solarplastiken
- Aquamobil (Brunnen vor der Hauptpost), (1986) in Reutlingen
- Solarplastik (Uhr), 1997, in Oldenburg (Oldenburg), Stautorkreisel (Hafenseite)
- Berlin, Großbrunnen am Postscheckamt, 1972
- Bietigheim, „Enzblume“, 1989
- Bonn, Innenministerium (Wettbewerbserfolg), 1978
- Frankfurt a. M., Fernsehturm, 1978
- Hamburg, Planten on Blomen, 4 Großbrunnen zur IGA 1973
- Kamp-Lintfort, Aquamobile vor dem Rathaus
- Leverkusen, Großaquamobil auf dem Rathausplatz, 1976
- Mülheim an der Ruhr, Dieter-aus-dem-Siepen-Platz
- Oldenburg, Stadthafen, 1997
- Plochingen, Otto-Löffler-Brunnen vor der Stadthalle, 1991
- Stuttgart, Robert-Bosch-Krankenhaus, 1976
- Stuttgart, Großaquamobile vor dem Bahnhof, 1977
- Stuttgart, Großaquamobile in der Fußgängerzone, 1977

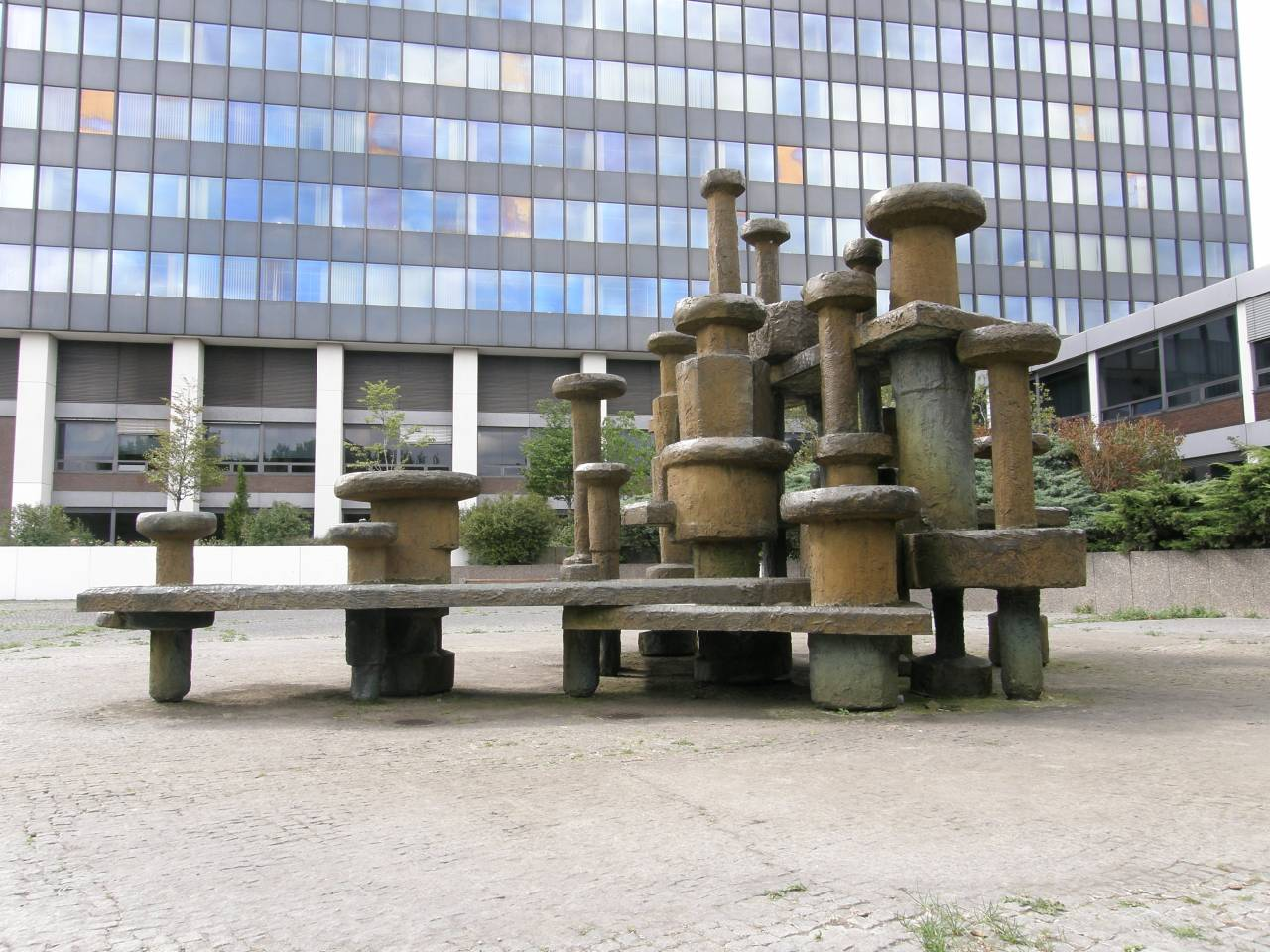
Springbrunnenanlage vor dem Postscheckamt Berlin West
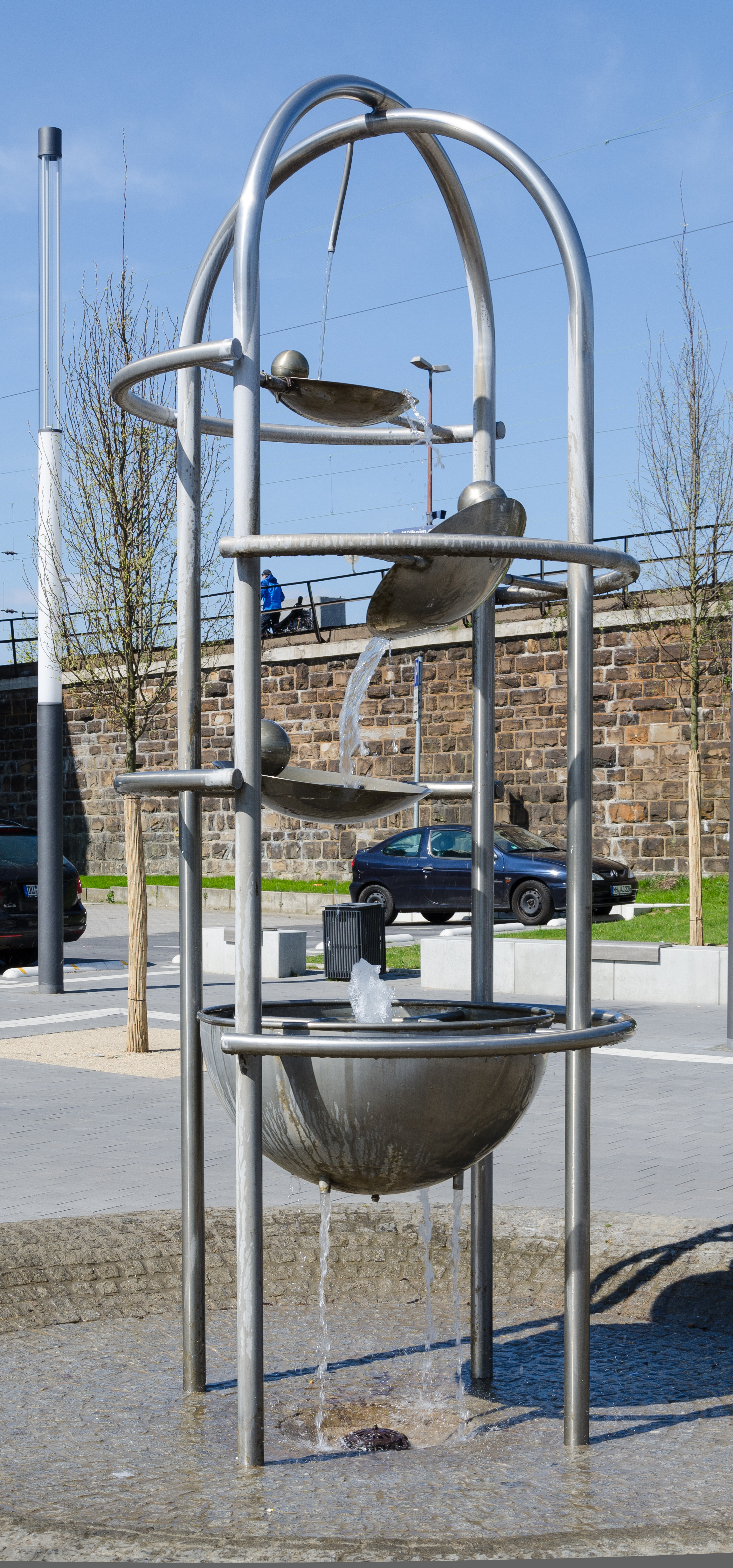
Aquamobil auf dem Dieter-aus-dem-Siepen-Platz in Mülheim an der Ruhr
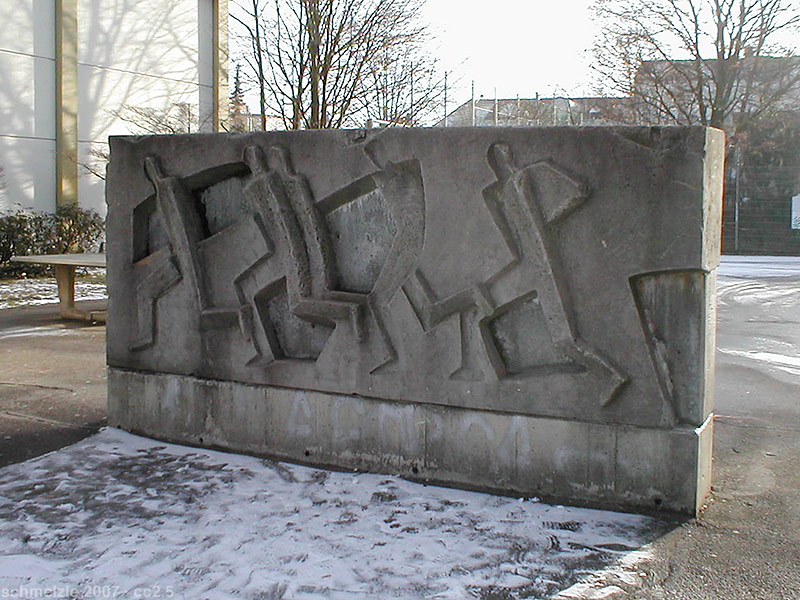
Relief „Läufer“ im Hof des Mönchseegymnasiums in Heilbronn
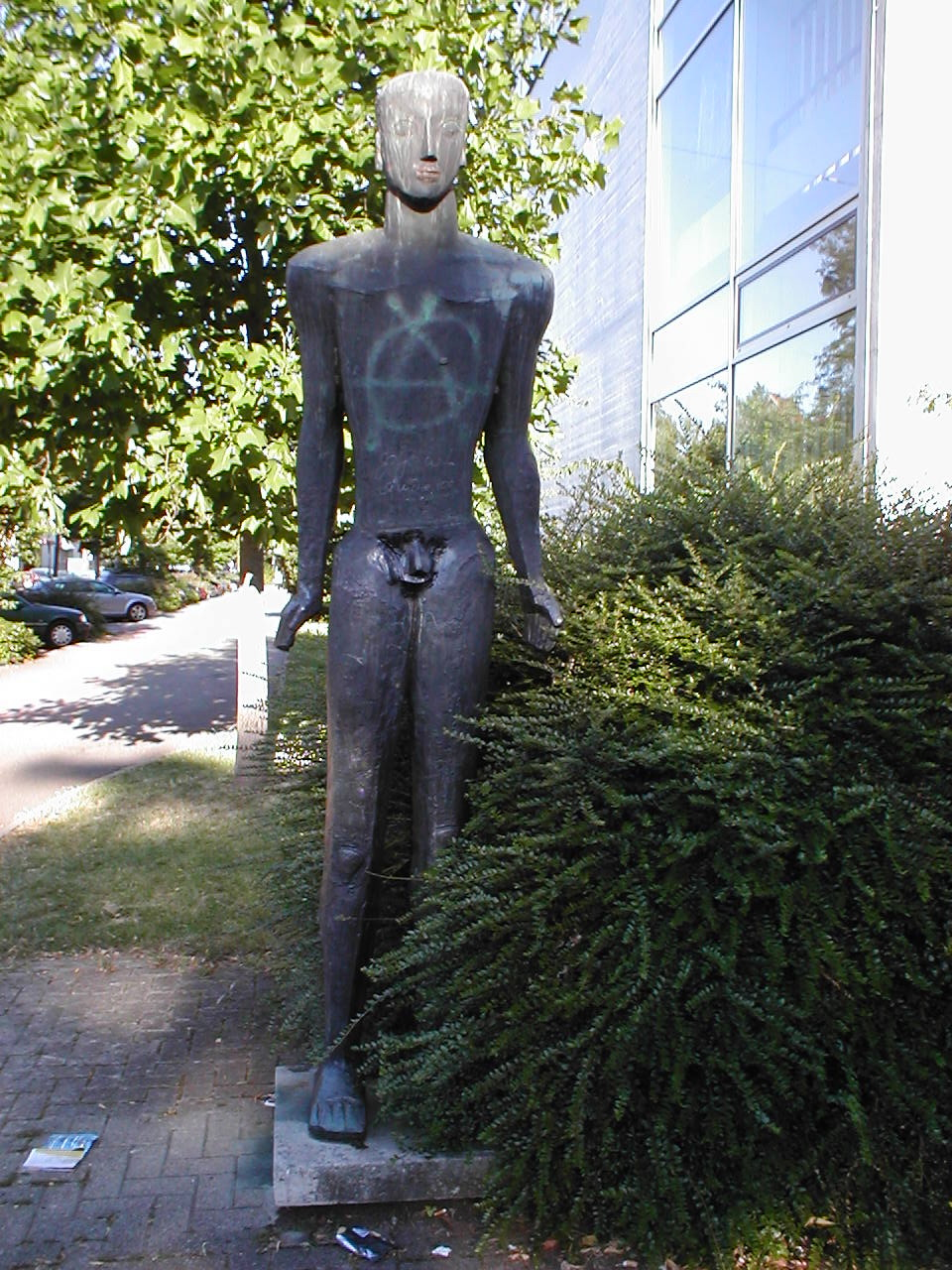
Skulptur Jüngling, Gymnasiumstr. Heilbronn, entstanden 1958
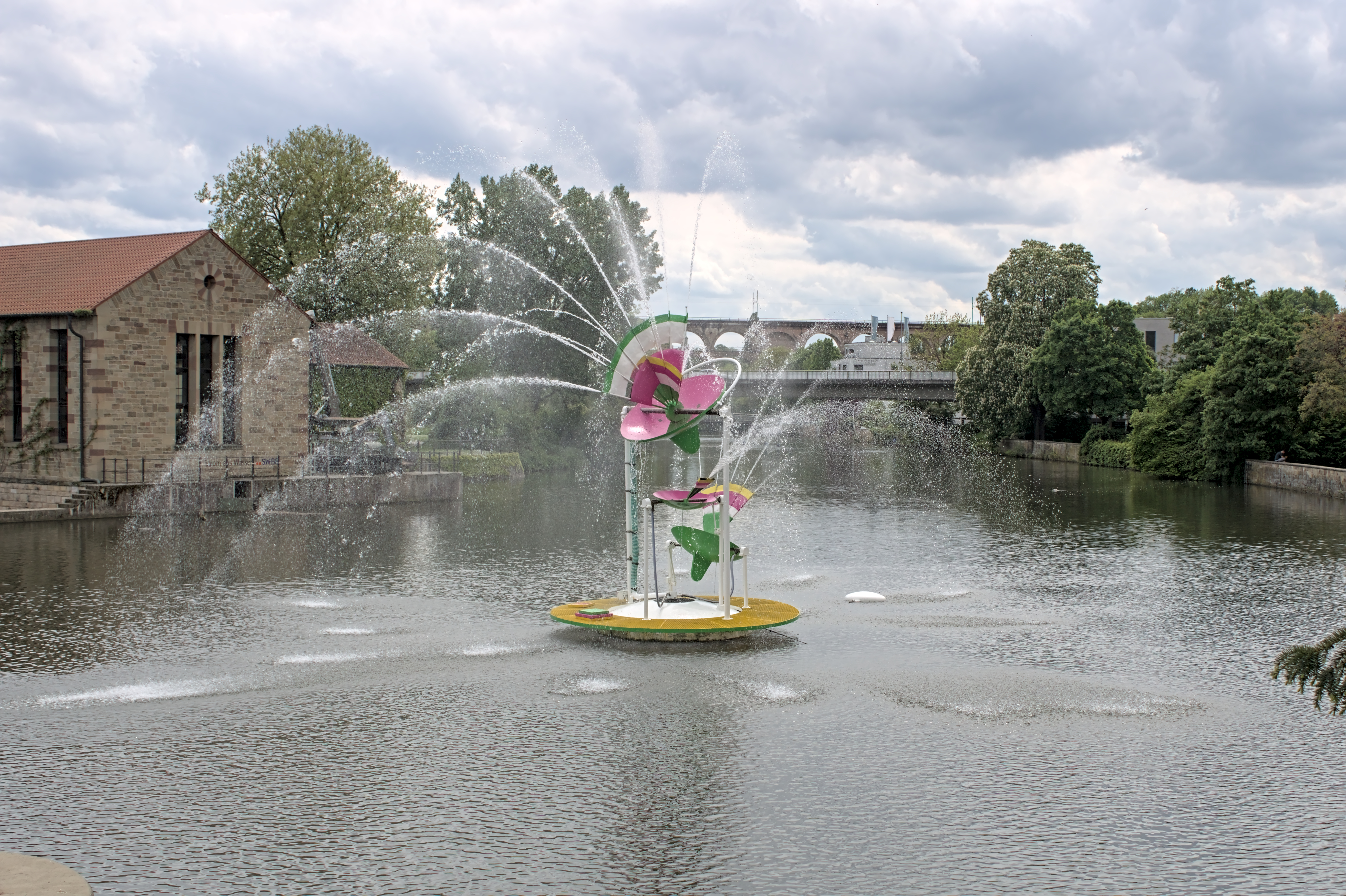
Enzblume, 1989, Baden-Württemberg, Bietigheim, oberhalb der Enzbrücke
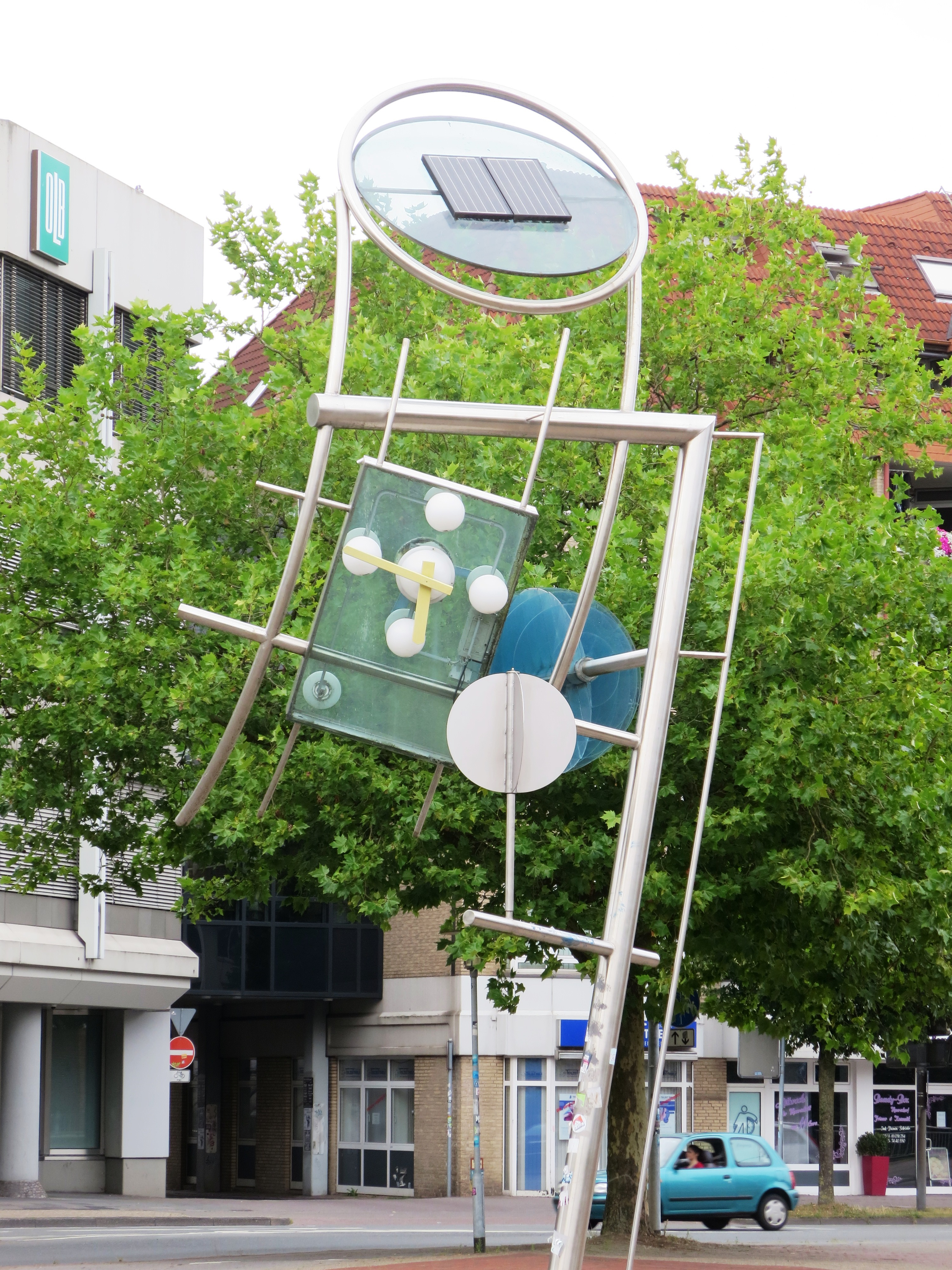
Solarplastik (Uhr), 1997, Oldenburg, Stadthafen